# Georg Domizlaff

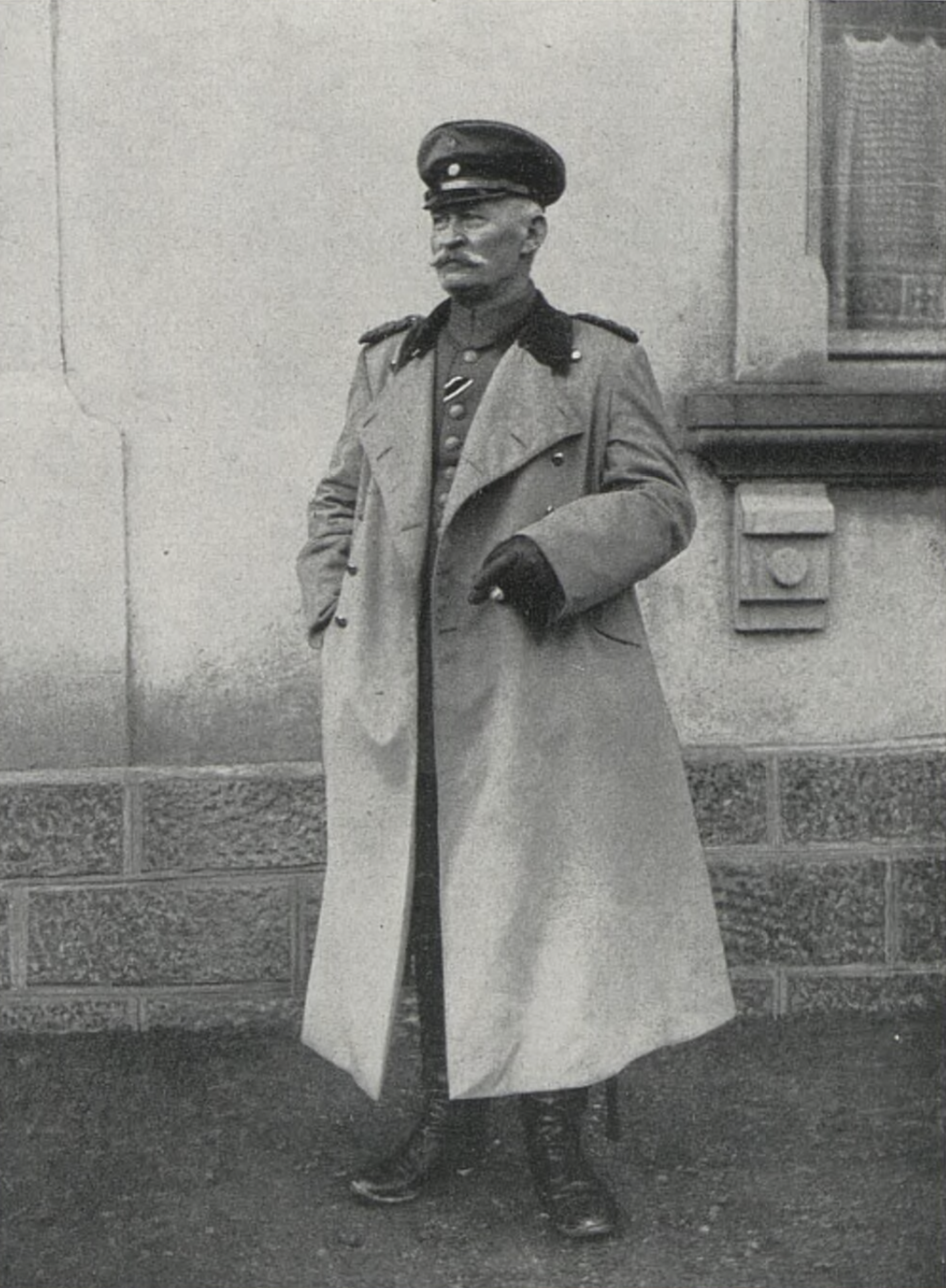
General Georg Domitzlaff (1915)

Georg Heinrich Christian Domizlaff (* 14. Juni 1854 in Soest; † 24. Oktober 1937 in Leipzig) war Präsident der Oberpostdirektion in Leipzig und Feld-Oberpostmeister im Ersten Weltkrieg.

## Familie
- Vater: Helmuth Leonard Julius Dumzlaff, ab 1885 Domizlaff (1828–1902), Postdirektor in Witten, dann in Celle, in Göttingen und zuletzt in Hannover.
- Mutter: Marianne Emilie Lorsbach (1825–1855), Tochter des Kreisgerichtsrats Heinrich Lorsbach (1789–1869) in Werl, Sohn des Professor Georg Wilhelm Lorsbach (1752–1816) in Herborn und Jena.
- Ehefrau: Anna Catharina Boeter (* 10. Dezember 1866 in Hamburg-Eppendorf; † 1944, Murnau, Oberbayern).
- Kinder:
  - Emilie (1889–1895)
  - Elisabeth (1890–1895)
  - Hans Domizlaff (1892–1971), Werbeberater und Schriftsteller in Hamburg.
  - Jürgen Domizlaff (1896–?), Landwirt.
  - Hildegard Domizlaff (1898–1987), Bildhauerin in Köln.
  - Helmuth Domizlaff (1902–1983), Antiquar in München.

## Biografie
Seinen Rufnamen Georg erhielt er nach dem Großvater seiner Mutter, Professor Georg Wilhelm Lorsbach (1752–1816), der auf der Universität Herborn Theologie studiert hatte und 1812 auf die Professur für orientalische Literatur in Jena berufen worden war. Georg Domizlaff war das einzige Kind aus der ersten Ehe seines Vaters mit Emilie Lorsbach. Seine Mutter starb im Alter von 29 Jahren, als er 9 Monate alt war.
Georg Domizlaff trat 1874 unter seinem Vater, dem Postdirektor Julius Dumzlaff in Celle, als Posteleve seinen Dienst bei der Kaiserlichen Post an. Im Sommer 1877 wurde Georg Domizlaff nach Ablauf der üblichen dreijährigen Elevenzeit zur ersten Prüfung, der so genannten Sekretärprüfung, zugelassen und, nachdem er diese erfolgreich abgelegt hat, zum Postpraktikanten ernannt. Ab 1. Oktober 1877 leistete er seinen Militärdienst beim 1. Hannoverschen Infanterieregiment No. 74 als Einjährig-Freiwilliger ab. Am 30. September 1878 wurde er als „überzähliger Unteroffizier mit der Qualifikation zum Reserveoffizier“ entlassen. Am 14. April 1883 erfolgte die Ernennung zum Seconde-Lieutenant der Reserve des 1. Rheinischen Infanterieregiments No. 25.
Am 1. Oktober 1878 trat Georg Domizlaff seine erste Anstellung als Postpraktikant im Bereich der kaiserlichen Oberpostdirektion Straßburg im Elsaß an. Bald darauf legte er die für den Aufstieg in höhere Dienstgrade notwendige zweite, die so genannte höhere Postverwaltungsprüfung ab. Danach bekam er zunächst probeweise ab 1. März 1883 die Bürobeamtenstelle 1. Klasse im Reichspostamt übertragen. Am 1. September 1883 wurde er zum Kaiserlichen Oberpostdirektionssekretär und am 1. Oktober 1884 zum Kaiserlichen Postkassierer ernannt.
Im Frühjahr des Jahres 1894 übernahm der Postinspektor Georg Domizlaff in Frankfurt am Main die Verwaltung einer Postratsstelle und wurde am 7. Juli 1894 zum Kaiserlichen Postrat ernannt.
Am 20. April 1896 wird ihm die Stelle eines Postrats bei der Kaiserlichen Oberpostdirektion in Erfurt übertragen. Das Reichspostamt bestimmte ihn am 7. Mai 1901 für den Fall einer Mobilmachung zum Armee-Postdirektor der Armee-Postdirektion Brandenburg (Havel); gleichzeitig erfolgte seine Rückstellung vom Waffendienst. Am 11. August 1904 wurde er für den gleichen Fall zum Feld-Oberpostmeister bestimmt. Fast genau zehn Jahre später – mit dem Ausbruch des Ersten Weltkrieges – sollte er diese Aufgabe übernehmen.
Am 30. März 1903 erhielt er seine Ernennung zum Kaiserlichen Oberpostrat und bereits am 9. März 1904 zum kaiserlichen Oberpostdirektor. Georg Domizlaff war zu diesem Zeitpunkt 50 Jahre alt und seine Dienstzeit betrug bereits 30 Jahre.
Am 1. April 1904 übernahm er die Oberpostdirektorstelle in Leipzig. Am 17. Dezember 1910 bekam er den Charakter als Geheimer Oberpostrat mit dem Range eines Rates II. Klasse verliehen.
Georg Domizlaff war von 1909 bis 1922 Sektionsvorsitzender der Sektion Leipzig des Deutschen und Österreichischen Alpenvereins (DuOeAV).
Bei Beginn des Ersten Weltkrieges war Georg Domizlaff 60 Jahre alt, als er im August 1914 seine Aufgabe als Feld-Oberpostmeister und Leiter des deutschen Feldpostwesens übernahm. Er blieb bis zum Kriegsende im Amt. Als Vorbild für die im Kriegsfall einzuleitenden Maßnahmen war einzig die im Krieg 1870/71 unter Heinrich von Stephan organisierte Feldpost vorhanden. Am 1. August 1914 erging der Befehl zur Mobilmachung und alle Postbehörden wurden telegrafisch von der Mobilmachung verständigt. Das Feldpostamt des Großen Hauptquartiers wurde am 2. August zunächst in Berlin aufgestellt, es nahm seine Tätigkeit aber erst am 14. August in Koblenz auf.
Als oberster Leiter der Feldpost hatte er anfangs mit erheblichen Schwierigkeiten zu kämpfen. Zuletzt war die Feldpost über vierzig Jahre zuvor im Deutsch-Französischen Krieg von Heinrich von Stephan mobilisiert und geleitet worden. Die Feldpost war in den ersten Monaten des Krieges nicht darauf vorbereitet gewesen, eine Organisation über halb Europa aufzubauen. Da infolgedessen die Installation der Feldpost nicht so reibungslos vor sich ging, wurde der Feldoberpostmeister Domizlaff von verschiedenen Seiten kritisiert. Erst durch eine Änderung der Zuständigkeiten – Domizlaff wurde dem Quartiermeister im Großen Hauptquartier untergeordnet – ergab sich eine Besserung. Durch die Verleihung des Ranges eines Rates I. Klasse am 6. Januar 1916 erlangte Georg Domizlaff die Stellung eines Generals im Kaiserlichen Hauptquartier.
Von Gönnern und Freunden wurde Georg Domizlaff kurz nach dem Kriegsende für die Position eines Postministers vorgeschlagen, doch die Veränderung der politischen Verhältnisse und die Abdankung des Kaisers verhinderten dies. Zahlreiche in- und ausländische Kriegsauszeichnungen sowie acht hohe Friedensauszeichnungen wurden ihm verliehen, u. a. der preußische Rote Adler-Orden II. Klasse mit Eichenlaub am schwarzweißen Bande. Am 4. Februar 1908 war ihm vom König von Schweden das Kommandeurkreuz II. Klasse des Wasaordens verliehen worden.
Als Chef des Generalstabes des Heeres im Ersten Weltkrieg bedankte sich Paul von Hindenburg am 6. Januar 1919 beim Feldoberpostmeister Domizlaff:
„Mit der Demobilmachung des Feldheeres endigt die Tätigkeit der Feldpost. Es ist mir ein Bedürfnis, von meiner Stelle aus bei dieser Gelegenheit Dank und Anerkennung für die in 4½-jähriger Kriegszeit dem Feldheere geleisteten Dienste auszusprechen. – Ich kann hier nicht im einzelnen alle Verdienste der Feldpost, die – dem Ausbau des Heeres folgend – eine Organisation schaffen musste, wie sie nicht annähernd vorauszusehen war, hervorheben. Sie werden vor der Kriegsgeschichte ihre wohlverdiente Würdigung finden. –“
Seinen Dienst als Feldoberpostmeister stellt Georg Domizlaff offiziell am 16. Januar 1919 ein und übernahm wieder sein Amt in Leipzig.
Georg Domizlaff war 1921 Mitbegründer der Vereinigung „Deutscher Feldpostbund (e.V.), Sitz Leipzig“, den frühere Angehörige der Feldpost, der Etappentelegrafie und der deutschen Postverwaltungen in den vormals besetzten feindlichen Gebieten ins Leben riefen. Später wurde er zum Ehrenpräsidenten dieses Bundes ernannt.
Neben seiner dienstlichen Tätigkeit war Georg Domizlaff ein künstlerisch, kulturell und geschichtlich interessierter Mann. Zu den Gästen und Freunden der Familie in Leipzig zählten neben politischen und gesellschaftlichen Funktionsträgern eine Reihe bekannter Künstler und Intellektueller, wie z. B. die Schriftsteller Theodor Däubler und Franz Werfel, die Familie des Leiters des Gewandhausorchesters Arthur Nikisch, der Arzt und Schriftsteller Curt Thesing sowie der Bildhauer und Maler Max Klinger.
Nach fast 50-jähriger Dienstzeit trat Georg Domizlaff im Juni 1923 in den Ruhestand. Am 17. September 1937 feierte er noch das Fest der Goldenen Hochzeit mit seiner Frau Anna Katharina, geb. Boeter. Wenige Wochen später, am 24. Oktober 1937, starb er in Leipzig nach kurzer Krankheit.
Georg Domizlaff wurde am 28. Oktober 1937 im Rahmen eines feierlichen Staatsbegräbnisses auf dem Südfriedhof in Leipzig beigesetzt. Ende der 1960er Jahre wurde das große Grabmal von den Behörden abgeräumt.

## Werke
- Georg Domizlaff: Die Jomsburg. Untersuchungen über die Seeburg der Jomswikinger. Leipzig: Verlag J.J. Weber 1929